# Château-Ville-Vieille
Pour les articles homonymes, voir Château (homonymie) et Ville-Vieille.
Ne doit pas être confondu avec Châteauneuf-Villevieille.
Château-Ville-Vieille (en occitan Chastèl e Vilavielha) est une commune française située dans le département des Hautes-Alpes, en région Provence-Alpes-Côte d'Azur.

## Géographie
La commune est constituée de Château-Queyras et de Ville-Vieille.
Les lieux-dits de Prats-hauts et Prats-bas, de Montbardon, Souliers et Meyriès dépendent de la commune de Château-Ville-Vieille.

### Climat
Pour des articles plus généraux, voir Climat de Provence-Alpes-Côte d'Azur et Climat des Hautes-Alpes.
En 2010, le climat de la commune est de type climat des marges montargnardes, selon une étude du Centre national de la recherche scientifique s'appuyant sur une série de données couvrant la période 1971-2000. En 2020, Météo-France publie une typologie des climats de la France métropolitaine dans laquelle la commune est exposée à un climat de montagne ou de marges de montagne et est dans la région climatique Alpes du sud, caractérisée par une pluviométrie annuelle de 850 à 1 000 mm, minimale en été.
Pour la période 1971-2000, la température annuelle moyenne est de 6,8 °C, avec une amplitude thermique annuelle de 19 °C. Le cumul annuel moyen de précipitations est de 809 mm, avec 6,8 jours de précipitations en janvier et 7 jours en juillet. Pour la période 1991-2020, la température moyenne annuelle observée sur la station météorologique de Météo-France la plus proche, « Arvieux la Chalp », sur la commune d'Arvieux à 4 km à vol d'oiseau, est de 6,0 °C et le cumul annuel moyen de précipitations est de 874,6 mm. 
La température maximale relevée sur cette station est de 33,4 °C, atteinte le 23 août 2023 ; la température minimale est de −28,7 °C, atteinte le 10 février 1986,,.
Les paramètres climatiques de la commune ont été estimés pour le milieu du siècle (2041-2070) selon différents scénarios d'émission de gaz à effet de serre à partir des nouvelles projections climatiques de référence DRIAS-2020. Ils sont consultables sur un site dédié publié par Météo-France en novembre 2022.

## Urbanisme

### Typologie
Au 1er janvier 2024, Château-Ville-Vieille est catégorisée commune rurale à habitat très dispersé, selon la nouvelle grille communale de densité à 7 niveaux définie par l'Insee en 2022.
Elle est située hors unité urbaine et hors attraction des villes,.

### Occupation des sols
Le tableau ci-dessous présente l'occupation des sols de la commune en 2018, telle qu'elle ressort de la base de données européenne d’occupation biophysique des sols Corine Land Cover (CLC).
| Type d’occupation                                                                   | Pourcentage | Superficie (en hectares) |
| ----------------------------------------------------------------------------------- | ----------- | ------------------------ |
| Prairies et autres surfaces toujours en herbe                                       | 2,6 %       | 176                      |
| Systèmes culturaux et parcellaires complexes                                        | 1,2 %       | 81                       |
| Surfaces essentiellement agricoles interrompues par des espaces naturels importants | 1,4 %       | 95                       |
| Forêts de conifères                                                                 | 57,8 %      | 3 680                    |
| Forêts mélangées                                                                    | 0,6 %       | 40                       |
| Pelouses et pâturages naturels                                                      | 21,1 %      | 1 416                    |
| Forêt et végétation arbustive en mutation                                           | 3,7 %       | 246                      |
| Roches nues                                                                         | 8,2 %       | 554                      |
| Végétation clairsemée                                                               | 6,4 %       | 430                      |
| Source : Corine Land Cover                                                          |             |                          |

## Toponymie

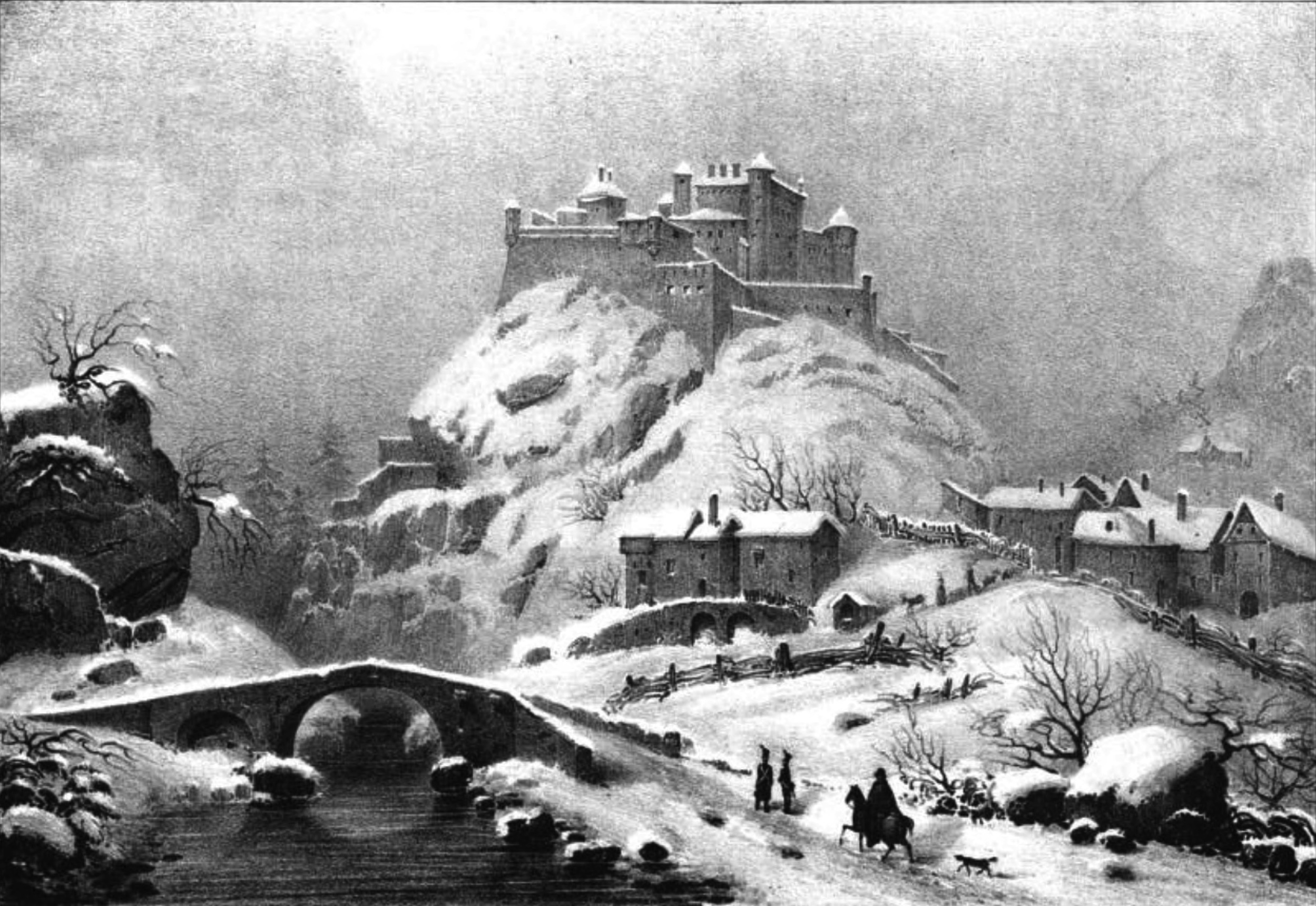
Château-Queyras au XIXe siècle illustré par Victor Cassien (1808-1893).

Le nom de la commune en occitan est Chastèu Vila Vielha. Ceci regroupe deux éléments distincts :
- Château-Queyras se retrouve cité dès 1301 dans les archives de la ville de Guillestre[réf. souhaitée] sous sa forme latine de Castrum « Cadrassi » ou « Quadratium » (Carte G. de l'Isle, 1711) soit « Château carré ». Il apparaîtra au cours des âges dans de nombreux documents et sous sa forme latinisée. C'est en 1568, le latin perdant son rôle prépondérant par l'ordonnance de Villers-Cotterêts en 1539, qu'il est alors cité sous sa forme occitane dans le pouillé d'Embrun.
- Vila-Vielha ou Ville-Vieille est l'autre paroisse formant la commune. Cette paroisse est, peut- être, citée comme Vuilla Vetole en 739 dans le testament du patricius Abbon, le fondateur de l'abbaye de la Novalaise (Suse) et dont le parchemin se trouve à Turin dans les Archives nationales[réf. souhaitée].

## Histoire

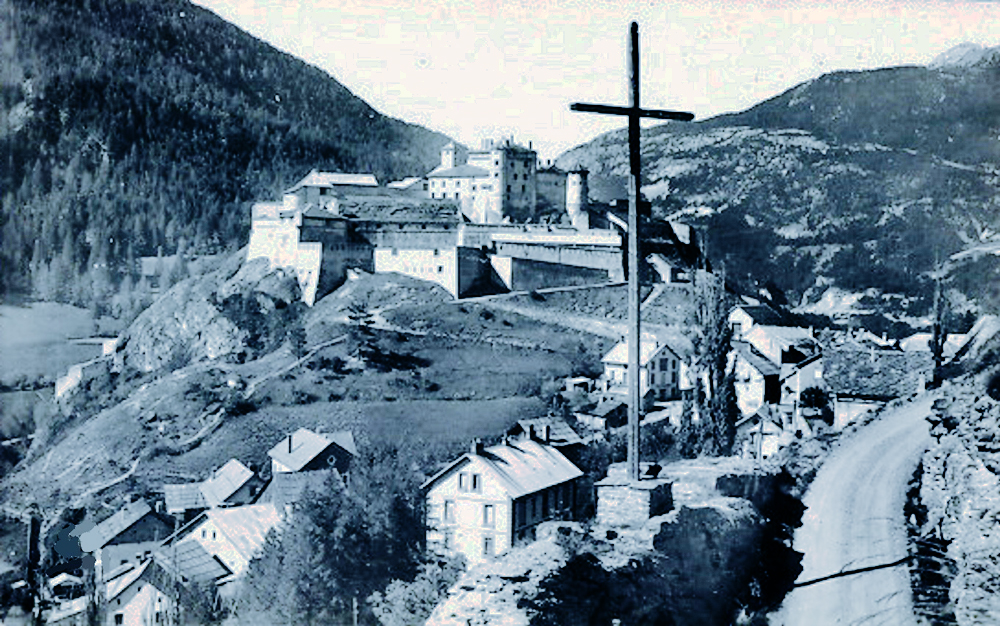
Le Fort vu de la route de Souliers.

Durant la Révolution française (1789), Château-Queyras est atteint par la grande Peur le 2 août 1789 : une rumeur se répand selon laquelle des Piémontais, appartenant à un complot aristocratique, courent la campagne pour la ravager et contrer la Révolution.

### Héraldique
| Blason de Château-Ville-Vieille | Blason  | D'azur à la bande componée d'or et de gueules.   |
| Blason de Château-Ville-Vieille | Détails | Le statut officiel du blason reste à déterminer. |

## Politique et administration

### Liste des maires
| Période                                  | Période   | Identité           | Étiquette | Qualité    |
| ---------------------------------------- | --------- | ------------------ | --------- | ---------- |
| Les données manquantes sont à compléter. |           |                    |           |            |
| mars 2001                                | mars 2008 | Jacky Pascal       |           |            |
| mars 2008                                | En cours  | Jean-Louis Poncet, | DVD       | Commerçant |

### Intercommunalité
Château-Ville-Vieille a fait partie de 2000 à 2017 de la communauté de communes du Queyras, puis depuis le 1er janvier 2017 de la communauté de communes du Guillestrois et du Queyras.

## Population et société

### Démographie
On comptait 199 feux en 1339, 67 feux en 1383, 127 feux en 1390 et 102 feux en 1433.

L'évolution du nombre d'habitants est connue à travers les recensements de la population effectués dans la commune depuis 1793. Pour les communes de moins de 10 000 habitants, une enquête de recensement portant sur toute la population est réalisée tous les cinq ans, les populations de référence des années intermédiaires étant quant à elles estimées par interpolation ou extrapolation. Pour la commune, le premier recensement exhaustif entrant dans le cadre du nouveau dispositif a été réalisé en 2005.

En 2022, la commune comptait 300 habitants, en évolution de −12,79 % par rapport à 2016 (Hautes-Alpes : +0,4 %, France hors Mayotte : +2,11 %).
| 1793  | 1800 | 1806  | 1821  | 1831  | 1836  | 1841  | 1846  | 1851  |
| ----- | ---- | ----- | ----- | ----- | ----- | ----- | ----- | ----- |
| 1 200 | 991  | 1 286 | 1 276 | 1 378 | 1 329 | 1 326 | 1 272 | 1 210 |

| 1856  | 1861  | 1866  | 1872  | 1876 | 1881 | 1886 | 1891 | 1896 |
| ----- | ----- | ----- | ----- | ---- | ---- | ---- | ---- | ---- |
| 1 196 | 1 061 | 1 078 | 1 000 | 911  | 906  | 949  | 866  | 821  |

| 1901 | 1906 | 1911 | 1921 | 1926 | 1931 | 1936 | 1946 | 1954 |
| ---- | ---- | ---- | ---- | ---- | ---- | ---- | ---- | ---- |
| 852  | 847  | 766  | 503  | 558  | 460  | 555  | 374  | 438  |

| 1962 | 1968 | 1975 | 1982 | 1990 | 1999 | 2005 | 2006 | 2010 |
| ---- | ---- | ---- | ---- | ---- | ---- | ---- | ---- | ---- |
| 313  | 304  | 283  | 268  | 271  | 321  | 301  | 309  | 337  |

| 2015 | 2020 | 2022 | - | - | - | - | - | - |
| ---- | ---- | ---- | - | - | - | - | - | - |
| 338  | 306  | 300  | - | - | - | - | - | - |

## Culture locale et patrimoine

### Lieux et monuments
- Fort Queyras[22].
- Église paroissiale Saint-André à Ville-Vieille[23],[24].
- Église paroissiale Saint-Chaffrey ou Saint-Théoffrey à Montbardon[25].
- Église paroissiale Sainte-Marie-Salomé à Château-Queyras. Elle est inscrite à l'Inventaire général du patrimoine culturel[26].
- Chapelle de pénitents de Prats-Hauts. L'édifice a été inscrit au titre des monuments historiques en 2015[27].
- Chapelle de Montbardon.
- Chapelle des Pénitents de Ville-Vieille. Elle est inscrite à l'Inventaire général du patrimoine culturel[28].
- Chapelle du château Queyras.
- Chapelle Saint-Jean de la Chapelue. Elle est inscrite à l'Inventaire général du patrimoine culturel[29].
- Chapelle Saint-Pierre de Souliers. Elle est inscrite à l'Inventaire général du patrimoine culturel[30].
- Chapelle Notre-Dame-de-l'Assomption de Fort-Queyras. Elle est inscrite à l'Inventaire général du patrimoine culturel[31].
- Chapelle Notre-Dame-de-la-Visitation du Chalvet-des-Borels. Elle est inscrite à l'Inventaire général du patrimoine culturel[32].
- Chapelle Saint-Jacques-et-Saint-Philippe du Serre-des-Chabrands. Elle est inscrite à l'Inventaire général du patrimoine culturel[33].
- Chapelle Saint-Charles Borromée. Elle est inscrite à l'Inventaire général du patrimoine culturel[34].
- Chapelle de Clot du Riou. Elle est inscrite à l'Inventaire général du patrimoine culturel[35].
- Chapelle Saint-Augustin des Prats-Bas. Elle est inscrite à l'Inventaire général du patrimoine culturel[36].
- Chapelle Saint-Roch de Meyries. Elle est inscrite à l'Inventaire général du patrimoine culturel[37].
- L'espace géologique. Petit musée expliquant la géologie « atypique » du Queyras et la formation des montagnes à l'aide de bornes interactives.
- La Maison de l'Artisanat.
- La via ferrata de Château Queyras : parcours surplombant le torrent du Guil.
- Une pierre fiche est signalée sur la commune. Si son origine préhistorique est confirmée, c'est un menhir.

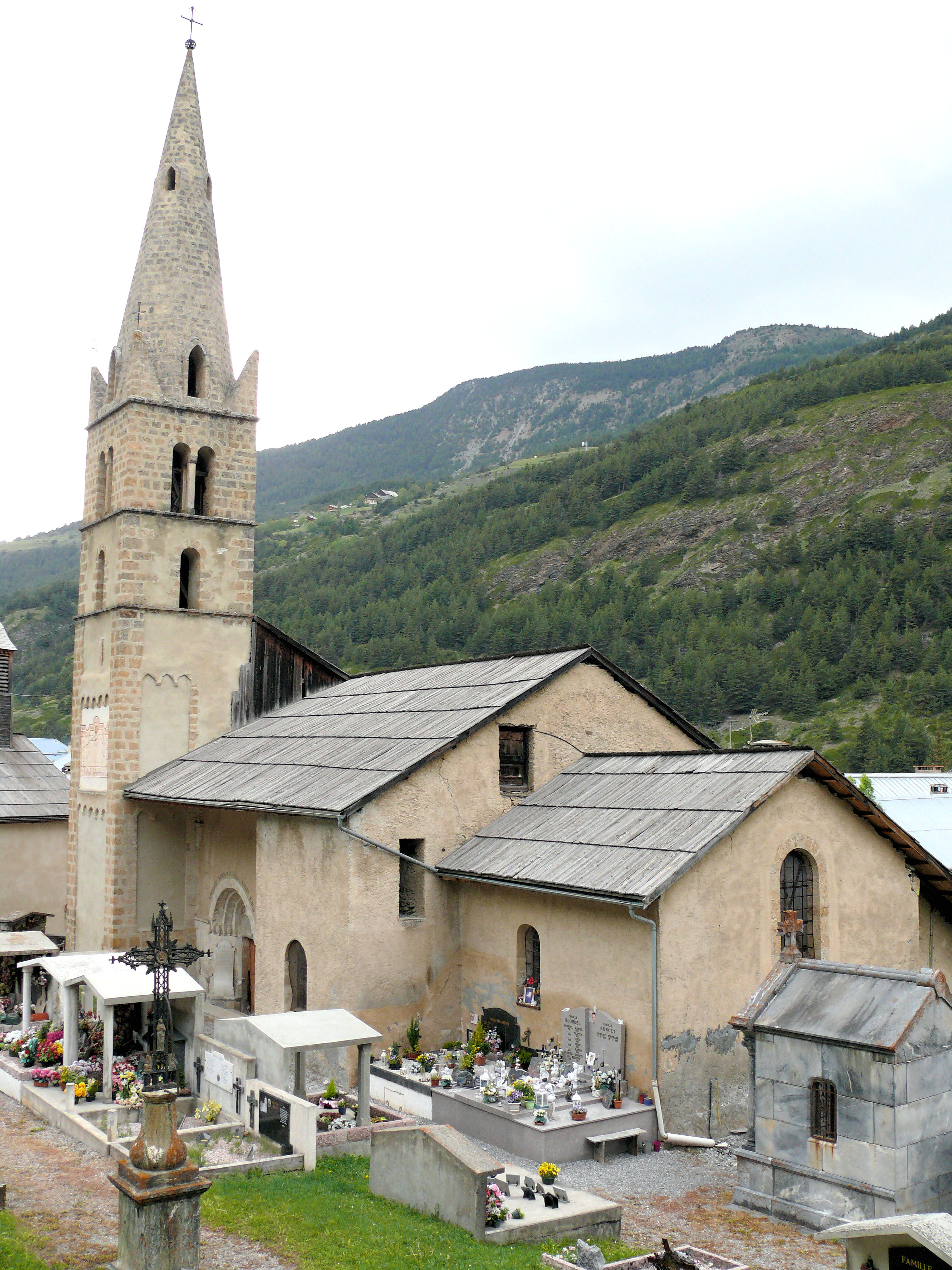
Église paroissiale Saint-André à Ville-Vieille.
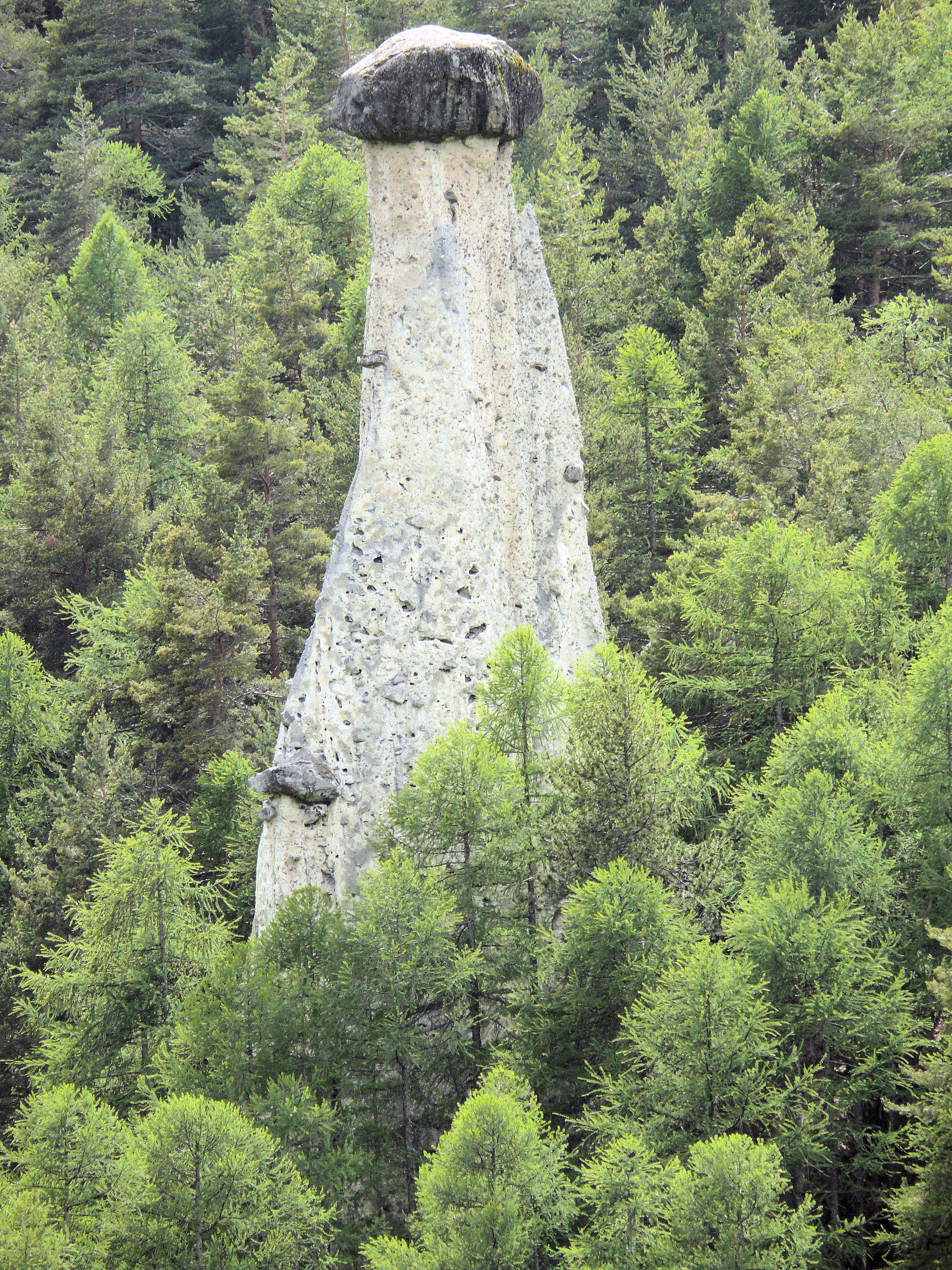
Colonne coiffée sur la route de Saint-Véran.
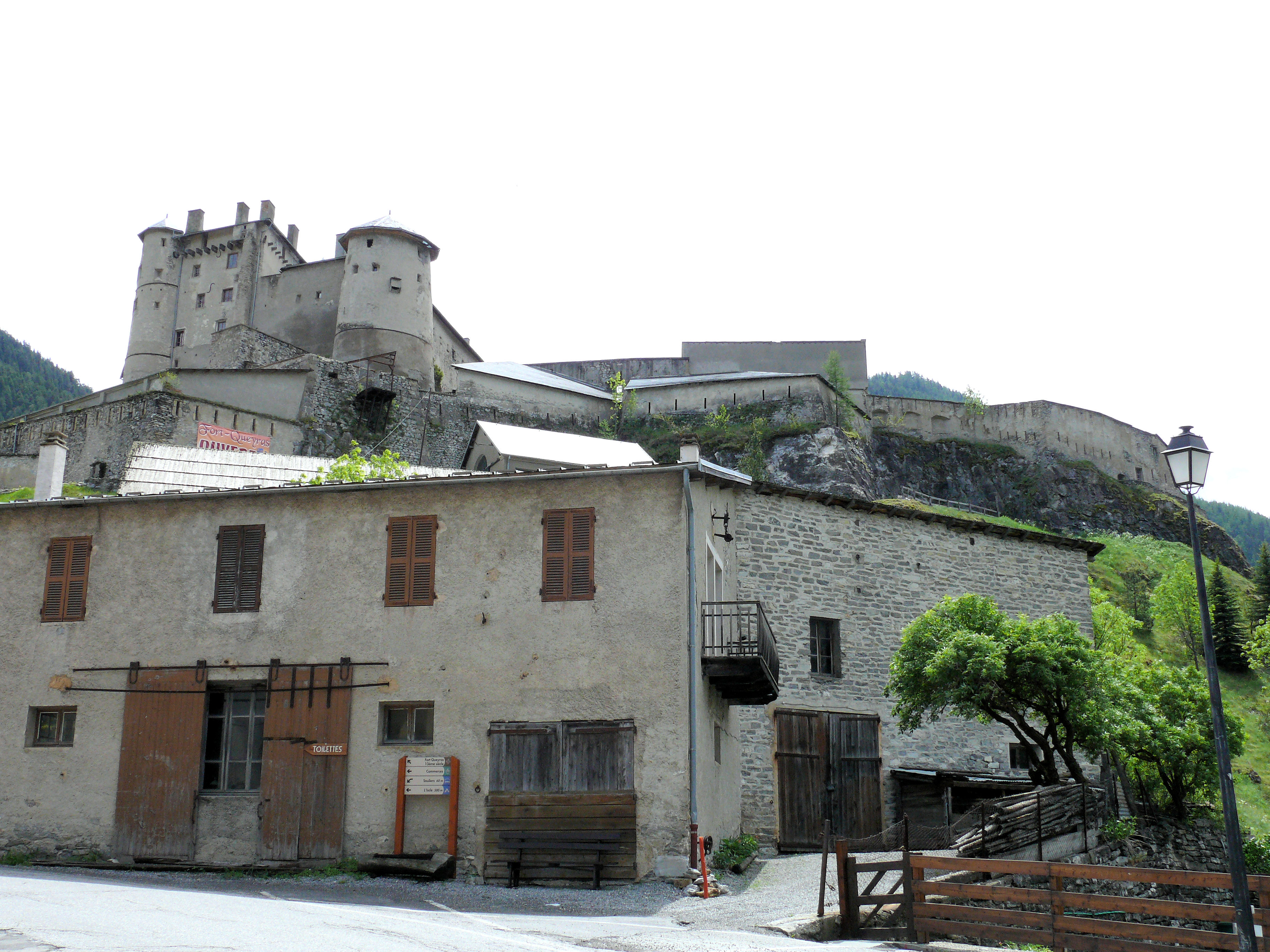
Le fort Queyras dominant le village de Château-Queyras.
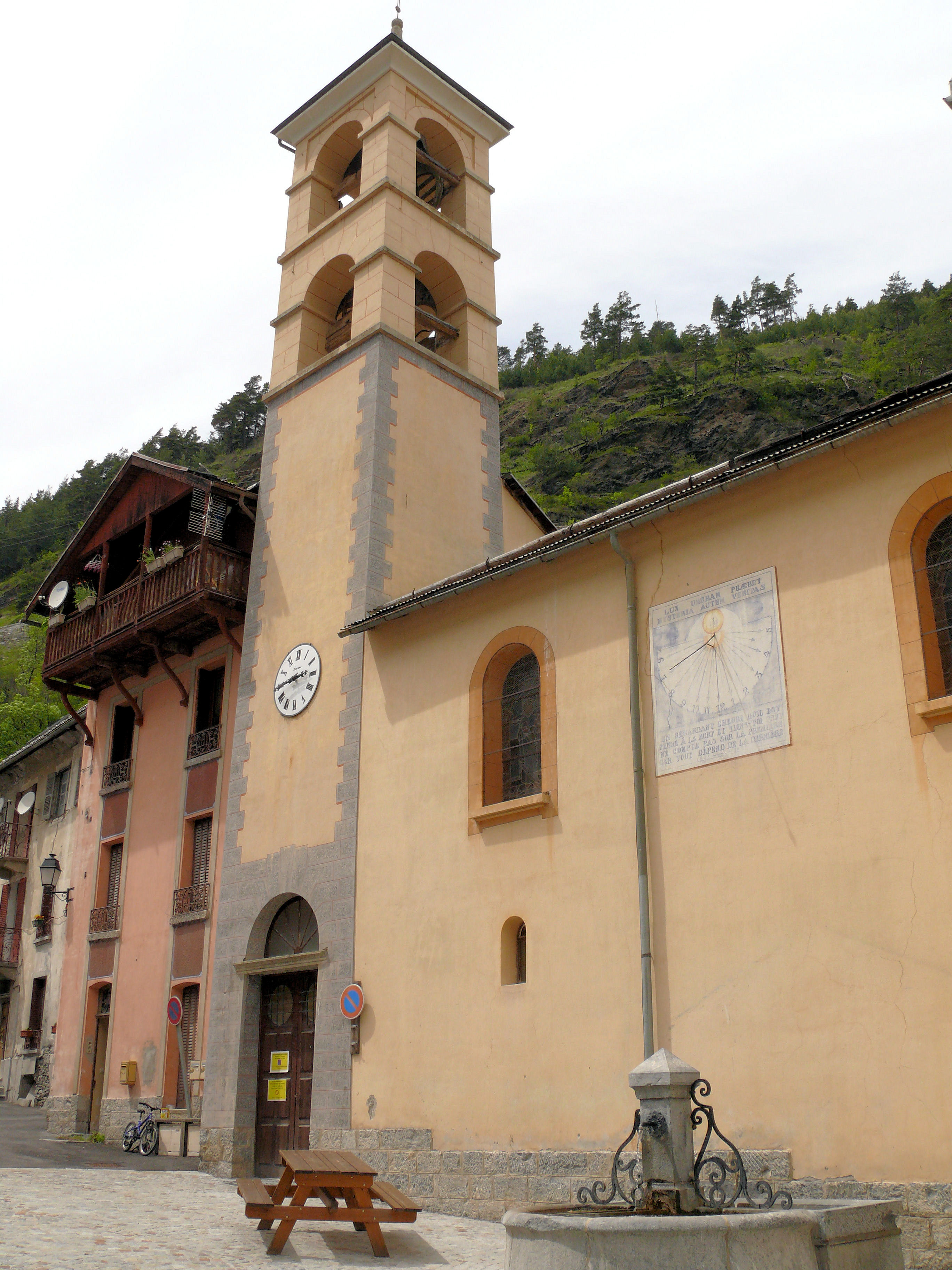
Église Sainte-Marie-Salomé de Château-Queyras.
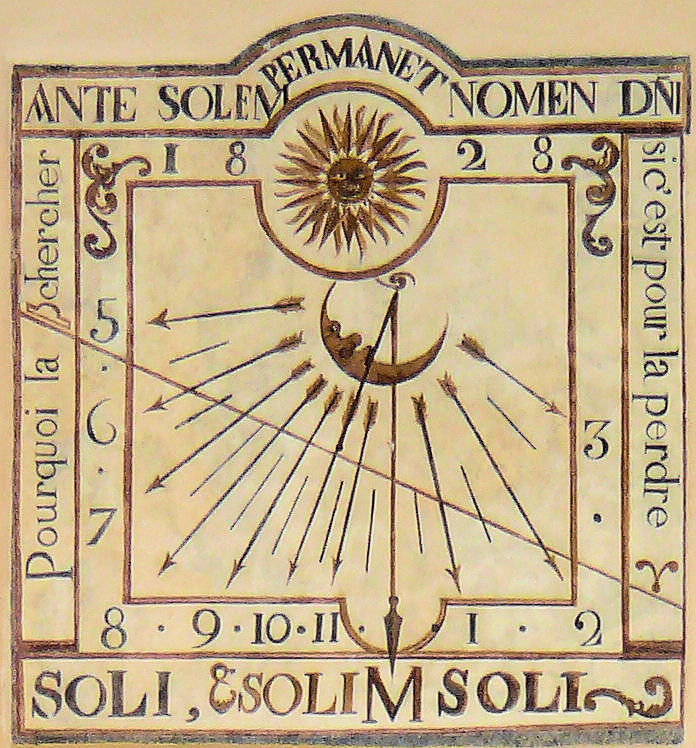
Cadran solaire à Château-Queyras.

### Personnalités liées à la commune
- Le docteur Guillaume Ferrus, né à Château-Queyras en 1784. Chirurgien militaire sous le Premier Empire, par la suite médecin aliéniste, puis médecin-chef des établissements pénitentiaires du royaume (1845)[réf. nécessaire]. Commandeur de la Légion d'honneur.
- Le docteur Rozan, né en 1823 à Château-Ville-Vieille, est médecin militaire sous le Second Empire. Il dirige le service médical de l'armée en Italie, lors de la bataille de Mentana. Maire de Château-Ville-Vieille et conseiller général, il est surtout connu des historiens de la médecine pour son ouvrage de 1866 intitulé : Nouvelle physiologie du mariage - de l'ignorance du mari et des déceptions de l'épouse, livre admiré par Michelet et l'un des tout premiers, en France, manuels d'éducation sexuelle[38].